# He 119

兩種不同構型的He119原型機

He119 為亨克爾 公司在 第二次世界大戰 之前所製造的 偵查轟炸機 原型機，一共製造了8架。

於 1937年 進行第一次飛行，它是最早的实现流线型机身的轰炸机。

## 概要
做為高速偵查轟炸機而開發的He119，採取在機身中央搭載了兩具並列的發動機，以加長的傳動軸拉至機頭來驅動螺旋漿的獨特設計方式。

但是因為中置式發動機的冷卻問題不易解決，以及中置結構造成的機身配置、維修困難，最後德國空軍並未採用本機。
8架試作機中的V-7和V-8後來被賣到日本，於1941年5月運到日本，並交由日本海軍進行測試。

因為兩機都在測試中因為事故而毀損，後來測試就終止了。不過He119後來仍成為高速偵察機景雲的開發重要參考。

## 規格
- 長度：14.79m
- 寬度：15.89m
- 高度：5.40m
- 總重量：7,665公斤

He119 三面圖

- 發動機：戴姆勒・朋馳DB606A-2 2 350hp×1
- 最大速度：590公里/小时
- 最大上升高度：8,500m
- 最大航程：3 120公里
- 武装
  - 7.92mm MG15機槍 ×1
  - 750公斤炸彈
- 乘員：3人